# いきものがかりの超いきものラジオ!!!
『いきものがかりの超いきものラジオ!!!』（いきものがかりのちょういきものラジオ!!!）はニッポン放送で2016年1月2日開始のラジオ番組である。
この番組は2016年1月から3月までの期間限定の番組として放送され、『いきものがかり吉岡聖恵のオールナイトニッポン』と担当していた、ボーカルの吉岡聖恵をはじめとするメンバー3人が3人が出演。なお、3人のメンバーはソロ、ペア、トリオと様々な形でパーソナリティとして出演する。内容は、3人のメンバーが、自身のメジャーデビューをしてから10年、そして、3人が結成して16年の歴史を、3人のメンバーがそれぞれの視点で振り返り、そして、これからの「いきものがかり」自体の展望を3人のメンバーが語る。

## 放送時間
- 毎週土曜日 22:00-22:30

## パーソナリティ
- いきものがかり

## ネット局
| 放送対象地域 | 放送局       | 放送曜日・時間         | 放送開始日     | 放送終了日 | 備考   |
| ------------ | ------------ | ---------------------- | -------------- | ---------- | ------ |
| 関東広域圏   | ニッポン放送 | 毎週土曜 22:00 - 22:30 | 2016年01月02日 | 3月26日    | 制作局 |
| 山形県       | 山形放送     | 毎週水曜 21:00 - 21:30 | 2016年01月06日 |            |        |
| 岐阜県       | 岐阜放送     | 毎週水曜 21:00 - 21:30 | 2016年01月06日 |            |        |